# Elöllégnyílásos atkák
Az elöllégnyílásos atkák (Prostigmata) a pókszabásúak (Arachnida) osztályába tartozó bársonyatka-alakúak (Trombidiformes) rendjének egy alrendje. Számos rendszerező önálló rendnek tekinti.

## Megjelenésük, felépítésük
Általában nagy termetű atkák. 4 lábpárjuk van, kivéve a Phytoptidae család fajait (azoknak 3 pár). Lábak tőíze, a csípő (coxa) rendszerint összeolvadt a proszóma hasi oldalával. Palpusaik nem kicsinyek és nincsenek a rostrum közelében (kivéve a szőrtüszőatkákat). A fajok egy részének sztigmája hiányzik – más fajoknál egy pár van, és az jóval a második láb előtt, a gnathoszóma mellett, a csáprágó (chelicera) tövéhez közel található. A gnathoszóma rendszerint feltűnő, nagy. Középbelük vakon végződik.

## Életmódjuk
Csak egy nimfa stádiumuk van.

## Rendszertani felosztásuk
Az (al)rendet 5 alrendágra tagoljuk:
1. Anystina alrendág 5 öregcsaláddal:
- Anystoidea öregcsalád 5 családdal:
  - Adamystidae
  - Anystidae
  - Pseudocheylidae
  - Stigmocheylidae
  - Teneriffiidae
- Caeculoidea öregcsalád egy családdal:
  - Caeculidae
- Paratydeoidea öregcsalád egy családdal:
  - Paratydeidae
- Pomerantzioidea öregcsalád egy családdal:
  - Pomerantziidae
- Pterygosomatoidea öregcsalád egy családdal:
  - Pterygosomatidae

2. Eleutherengona alrendág kilenc öregcsaláddal és három, öregcsaládba nem sorolt családdal:
- Heterocheyloidea öregcsalád egy családdal:
  - Heterocheylidae
- Pyemotoidea öregcsalád 5 családdal:
  - Acarophenacidae
  - Caraboacaridae
  - Dolichocybidae
  - gömbhasú atkák (Pyemotidae)
  - Siteroptidae
- Pygmephoroidea öregcsalád 3 családdal:
  - Microdispidae
  - Pygmephoridae
  - Scutacaridae
- Tarsocheyloidea öregcsalád egy családdal:
  - Tarsocheylidae
- Tarsonemoidea öregcsalád 3 családdal:
  - Platyglyphidae
  - Podapolipidae
  - Tarsonemidae
- Cheyletoidea öregcsalád 7 családdal:
  - Cheyletidae
  - szőrtüszőatkák (Demodecidae)
  - Harpyrhynchidae
  - Myobiidae
  - Ophioptidae
  - Psorergatidae
  - Syringophilidae
- gubacsatkaszerűek (Eriophyoidea) öregcsaládja 5 családdal:
  - Diptilomiopidae
  - gubacsatkák (Eriophyidae)
  - Nalepellidae
  - Pentasetacidae
  - Phytoptidae
- Raphignathoidea öregcsalád 11 családdal:
  - Barbutiidae
  - Caligonellidae
  - Camerobiidae
  - Cryptognathidae
  - Dasythyreidae
  - Eupalopsellidae
  - Homocaligidae
  - Mecognathidae
  - Raphignathidae
  - Stigmaeidae
  - Xenocaligonellididae
- Tetranychoidea öregcsalád 5 családdal:
  - Allochaetophoridae
  - Linotetranidae
  - laposatkák (Tenuipalpidae)
  - takácsatkák (Tetranychidae)
  - Tuckerellidae
- Cloacaroidea öregcsalád két családdal:
  - Cloacaridae
  - Epimyodicidae
- öregcsaládba be nem sorolt családok:
  - Athyreacaridae
  - Bembidiacaridae
  - Crotalomorphidae

a) A Heterocheyloidea, Pyemotoidea, Pygmephoroidea, Tarsocheyloidea, Tarsonemoidea öregcsaládokat és a három, öregcsaládon kívüli családot a Heterostigmata családsorozatba,
b) A Cheyletoidea, Eriophyoidea, Raphignathoidea, Cloacaroidea öregcsaládokat pedig a Raphignathae családsorozatba
vonják össze.
3. Eupodina alrendág 5 öregcsaláddal:
- Bdelloidea öregcsalád két családdal:
  - Bdellidae
  - Cunaxidae
- Eupodoidea öregcsalád 9 családdal:
  - Dendrochaetidae
  - Eriorhynchidae
  - Eupodidae
  - Pentapalpidae?
  - Penthaleidae
  - Penthalodidae
  - Proterorhagiidae?
  - Rhagidiidae
  - Strandtmanniidae
- Halacaroidea öregcsalád 3 családdal:
  - tengeri atkák (Halacaridae)
  - Limnohalacaridae
  - Pezidae
- Nematalycoidea öregcsalád 2 családdal:
  - Nematalycidae
  - Proteonematalycidae
- Tydeoidea öregcsalád 3 családdal:
  - Ereynetidae
  - Iolinidae
  - poratka (Tydeidae)

4. Labidostommatina alrendág egyetlen családdal:
- - Labidostommatidae

5. Parasitengona alrendág három kláddal:
5.1. Erythraeina klád két öregcsaláddal:
- Calyptostomatoidea öregcsalád egy családdal:
  - Calyptostomatidae
- Erythraeoidea öregcsalád 2 családdal:
  - Erythraeidae
  - Smarididae

5.2. Hydracarina klád 9 öregcsaláddal:
- Arrenuroidea öregcsalád 19(?) családdal:
  - Acalyptonotidae
  - Amoenacaridae
  - Arenohydracaridae
  - Arrenuridae
  - Athienemanniidae
  - Bogatiidae
  - Chappuisididae
  - Gretacaridae?
  - Harpagopalpidae
  - Hungarohydracaridae
  - Kantacaridae
  - Krendowskiidae
  - Laversiidae
  - Mideidae
  - Mideopsidae
  - Momoniidae
  - Neoacaridae
  - Nipponacaridae
  - Uchidastygacaridae
- Eylaoidea öregcsalád 4 családdal:
  - Apheviderulicidae
  - Eylaidae
  - Limnocharidae
  - Piersigiidae
- Hydrachnoidea öregcsalád egy családdal:
  - édesvízi atkák (Hydrachnidae)
- Hydrovolzioidea öregcsalád egy családdal:
  - Hydrovolziidae
- Hydryphantoidea öregcsalád 8? családdal:
  - Ctenothyadidae - ? -  -  -  -  -  -
  - Eupatrellidae?
  - Hydrodromidae
  - Hydryphantidae
  - Rhynchohydracaridae
  - Teratothyadidae
  - Thermacaridae
  - Zelandothyadidae
- víziatkaszerűek (Hygrobatoidea) öregcsaládja 11 családdal:
  - Astacocrotonidae
  - Aturidae
  - Feltriidae
  - Ferradasiidae
  - Frontipodopsidae
  - víziatkák (Hygrobatidae)
  - Omartacaridae
  - Pionidae
  - Pontarachnidae
  - Unionicolidae
  - Wettinidae
- Lebertioidea öregcsalád 9 családdal:
  - Acucapitidae
  - Anisitsiellidae
  - Lebertiidae
  - Limnesiidae
  - Oxidae
  - Rutripalpidae
  - Stygotoniidae
  - Teutoniidae
  - Torrenticolidae
- Sperchontoidea öregcsalád egy családdal:
  - Sperchontidae
- Stygothrombioidea öregcsalád egy családdal:
  - Stygothrombiidae

5.3. Trombidiina klád 6? öregcsaláddal:
- Allotanaupodoidea öregcsalád egy családdal:
  - Allotanaupodidae
- Chyzeroidea öregcsalád egy családdal:
  - Chyzeridae
- Tanaupodoidea öregcsalád egy családdal:
  - Tanaupodidae
- Trombiculoidea öregcsalád 8? családdal:
  - Audyanidae
  - Johnstonianidae
  - Leeuwenhoekiidae
  - Neotrombidiidae
  - Trombellidae
  - Trombiculidae
  - Vatacaridae
  - Walchiidae
- bársonyatkaszerűek (Trombidioidea) öregcsaládja 6 családdal:
  - Eutrombidiidae -  -  -  -  -
  - Microtrombidiidae
  - Neothrombiidae
  - Podothrombiidae
  - bársonyatkák (Trombidiidae)
  - Yurebillidae

és egy családon kívüli nemmel: Porttrombidium
- Amphotrombioidea? öregcsalád egy családdal:
  - Amphotrombiidae